# Visual kei
Visual kei (ヴィジュアル系 bijuaru kei?, lit. "visual style" sau "visual system") este o mișcare printre muzicienii japonezi, care se caracterizează prin utilizarea a diverse nivele de make-up, coafuri înfoiate și costume viu colorate, uneori însoțite de estetici androgene. Unele surse prezintă visual kei ca un gen muzical, apărut pe bază de J-Rock în rezultatul fuziunii cu glam rock, punk rock și heavy metal.
Totuși, asta vine în contradicție cu faptul că visual kei interpretează diferite genuri, inclusiv de cele care nu au legătură cu rockul cum ar fi muzica electronică, pop, etc. Alte surse, includ membrii mișcării, nu într-un gen muzical, ci într-o subcultură.

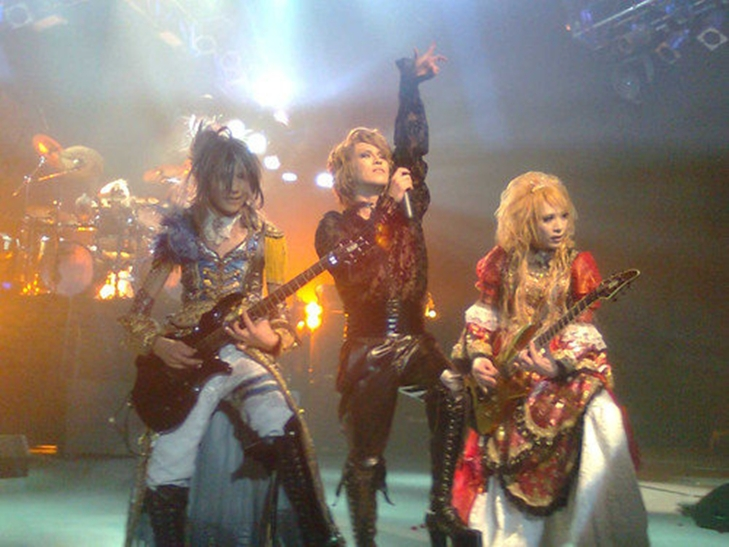

## Lista de trupe
- Acide Black Cherry
- Aion
- Alice Nine
- An Cafe
- Ayabie
- Buck Tick
- By-Sexual
- Color
- D'erlanger
- D'espairsRay
- D=Out
- Dead End
- Diaura
- Dir En Grey
- DuelJewel
- Exist Trace
- Gackt
- Galneryus
- Girugamesh
- Glay
- Gulu Gulu
- hide
- Jealkb
- Kagerou
- Kagrra
- Kamaitachi
- Karasu
- Kra
- Lucifer
- Luna Sea
- L'Arc-en-Ciel
- LM.C
- Mejibray
- Malice Mizer
- Megamasso
- Merry
- Moi dix Mois
- Mucc
- Nightmare
- Nocturnal Bloodlust
- Plastic Tree
- Sadie
- Shazna
- Siam Shade
- SID
- SuG
- Tinc
- The Gazette
- The Kiddie
- The Piass
- VAMPS
- Versailles
- Vistlip
- Vivide
- X Japan
- Zoro